# Stětí Jana Křtitele

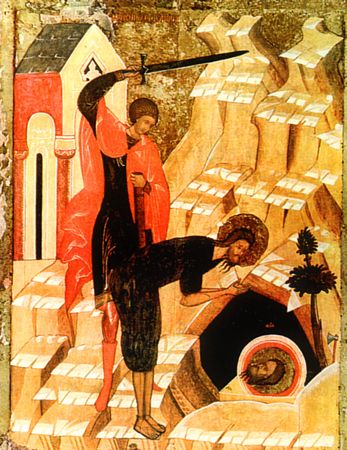
Stětí Jana Křtitele, ruská ikona, 15. století

Stětí Jana Křtitele, známé také jako stětí hlavy Proroka, Předchůdce a Křtitele Páně Jana, je biblická událost, kterou si různé křesťanské církve připomínají jako svátek. Podle Nového zákona Herodes Antipas, vládce Galileje v době římského císařství, uvěznil Jana Křtitele, protože veřejně vytkl Herodovi, že se rozvedl s jeho první ženou, dcerou arabského krále Arethy, a žil nezákonně se svou švagrovou Herodiadu, manželkou svého bratra Filipa. Lk 3, 19-20 (Kral, ČEP) Poté ho nařídil zabít stětím.
Židovský historik Josephus uvádí, že skutečným důvodem, proč dal Herodes Jana zabít, byl údajně "velký vliv, který Jan měl na lid", což by mohlo Jana přesvědčit, "aby vyvolal vzpouru (neboť se zdálo, že jsou připraveni udělat vše, co jim poradí)". Josephus dále uvádí, že mnozí Židé věřili, že vojenská katastrofa, která na Heroda později dopadla, byla Božím trestem za jeho nespravedlivé chování vůči Janovi.

## Tradiční podání

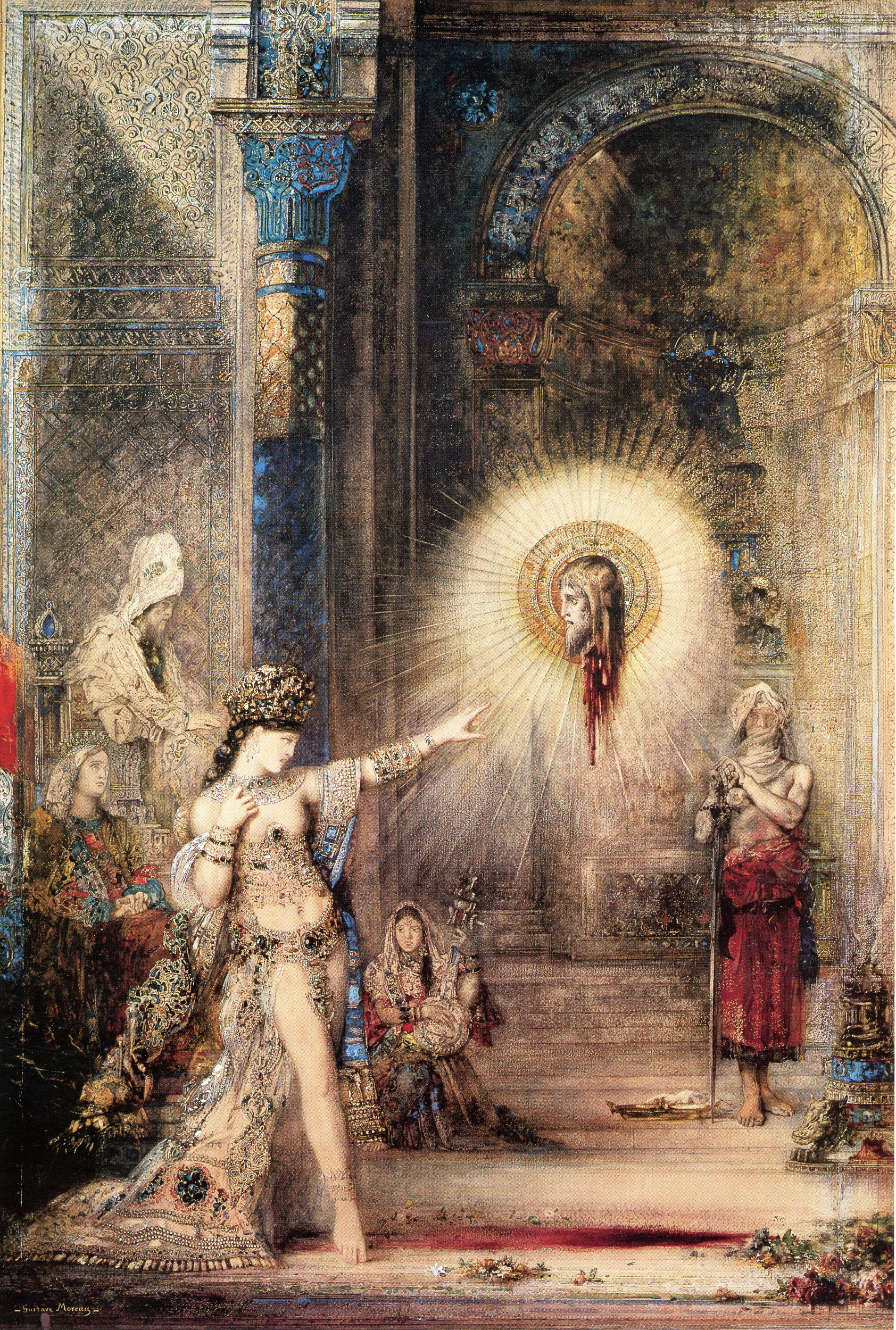
Salome a zjevení hlavy Křtitele, Gustav Moreau. Akvarel, 1876. Musée d'Orsay, Paříž, Francie.

Podle synoptických evangelií Herodes, který byl tetrarchou neboli podkrálovým vládcem Galileje v době Římské říše, uvěznil Jana Křtitele, protože mu vytýkal, že se rozvedl se svou ženou Phasaelis, dcerou krále Aretase z Nabatejského království, a nezákonně si vzal Herodiadu, manželku svého bratra Heroda Filipa I. V den Herodových narozenin dcera Herodiady Salome (tak ji označuje Josephus) tančila před králem a jeho hosty tak svůdným způsobem, že opilý Herodes jí slíbil jakoukoliv odměnu až do výše poloviny království. Salome se zeptala své matky, o co má požádat, a ta ji navedla, ať žádá hlavu Jana Křtitele. Ačkoliv se král velmi zarmoutil, nechtěl porušit před spolustolovníky své slovo a dal Jana ve vězení stít a jeho hlavu přinést na míse, kterou pak Salome předala své matce.
Podle podání Flavia Josepha byl Jan sťat v pevnosti Machaerus v roce 32 po narození Kristově před Paschou. Svátek stětí hlavy sv. Jana Křtitele se slaví 29. srpna (dle gregoriánského kalendáře je 29. srpen den 11. září), neboť v tento den byl vysvěcen chrám sv. Jana v Sebastě na místě jeho hrobu, který nechali postavit císař Konstantin a jeho matka Helena. V chrámu uložili i ostatky dvou Janových učedníků Elizea a Abdia. V tento den se vždy dodržuje přísný půst. Trosky chrámu v Sebastě (Samaří) byly odkryty v roce 1931.

## Následky
Herodiada pak propíchla jazyk svatého proroka Jana jehlicí a nechala jeho hlavu zakopat na hnojišti. Zbožná Jana, žena Chuzy, Herodova správce, hlavu poté vykopala a v hliněném džbánu pohřbila na Olivové hoře na Herodově pozemku, kde zůstala po staletí ukryta.
Herodes se pak jako vládce Galilee ještě zúčastnil soudního procesu s Ježíšem Kristem Lk 23, 7-12 (Kral, ČEP), avšak již roku 38 ho vojensky napadl arabský král Arethas IV.Philopatris jako pomstu za zneuctění své dcery, zavržené Herodovy zákonné ženy. V tomto boji Herodes prohrál a vysloužil si tím hněv římského císaře Caliguly, který ho i s Herodiadou poslal do vyhnanství do Galie a poté do Hispánie, kde při zimním přechodu řeky Sicoris se pod Salome probořil led a ona v něm uvízla s hlavou nad hladinou. Nohama pohybovala ve vodě jako při tanci, aby se udržela nad vodou, dokud jí ostrý led neodřízl hlavu. Její tělo nikdy nalezeno nebylo, ale její hlavu přinesli Herodovi a Herodiadě tak, jak i jim byla kdysi přinesena hlava svatého Jana Křtitele. Herodes i Herodiada žili bídně ve vyhnanství, až se jednoho dne propadli do země, která se pod nimi otevřela.

## Související svátky

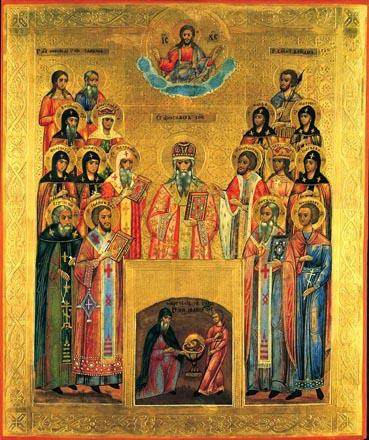
Nalezení hlavy Jana Křtitele – ikona, konec 19. století, Rusko

První (4. stol.) a druhé nalezení hlavy (r. 452) svatého Jana Křtitele – 24. února (9. březen dle gregoriánského kalendáře). První nález hlavy se odehrál ve čtvrtém století. Pozemek na Olivové hoře, kde byla hlava pohřbena, nakonec přešel do vlastnictví vládního úředníka, který se stal mnichem se jménem Inocenc. Postavil zde chrám a mnišskou celu. Když začal kopat základy, nádobu s hlavou Jana Křtitele odkryl, ale ze strachu, aby relikvii nezneužili nevěřící, ji opět ukryl na stejném místě, kde byla nalezena. Po jeho smrti chrám zchátral a byl zničen.
Druhý nález se odehrál v roce 452. V době Konstantina Velikého měli podle tradice dva mniši na pouti do Jeruzaléma vidění Jana Křtitele, který jim zjevil, kde se nachází jeho hlava. Mniši relikvii našli, uložili ji do pytle a pokračovali domů. Cestou potkali nejmenovaného hrnčíře a dali mu pytel, aby ho nesl, aniž by mu řekli, co v něm je. Hrnčíři se zjevil Jan Křtitel a přikázal mu, aby s tím, co drží v rukou, utekl před neopatrnými a línými mnichy. Ten tak učinil a hlavu si vzal s sebou domů. Před svou smrtí ji vložil do nádoby a dal ji své sestře. Po nějaké době se vzácné relikvie zmocnil hieromonk jménem Eustathius, ariánského vyznání, který ji používal, aby přilákal stoupence svého učení. Hlavu pohřbil v jeskyni poblíž Emesy, kde později postavili klášter. V roce 452 se archimandritovi Marcelovi z tohoto kláštera zjevil svatý Jan Křtitel a ukázal, kde je ukryta jeho hlava v nádobě s vodou zakopaná v zemi. Relikvie byla přenesena do Emesy a později do města Konstantinopole.
Třetí nalezení hlavy svatého Jana Křtitele – svátek 25. května (dle gregoriánského kalendáře 7. červen). Janova hlava byla v období muslimských nájezdů kolem roku 820 přenesena do Komany v Kappadokii a během obrazoboreckého pronásledování byla ukryta v zemi. V roce 850 byla obnovena úcta k ikonám a konstantinopolský patriarcha Ignác (847–857) ve vidění spatřil místo, kde byla hlava svatého Jana ukryta a sdělil to císaři Michaelu III. Císař okamžitě vyslal delegaci do Komany, která Janovu hlavu nalezla a převezli ji do Konstantinopole, kde ji 25. května umístili ve Vlachernském chrámu při císařském dvoře.

## Relikvie
Jan Křtitel byl dle tradice pohřben v palestinské vesnici Sebasté nedaleko dnešního Náblusu na Západním břehu Jordánu. Ve čtvrtém století zde byly uctívány jeho ostatky. Historikové Rufinus a Theodoretus uvádějí, že svatyně byla za Juliána Apostaty kolem roku 362 znesvěcena a kosti částečně spáleny. Hrob v Sebastě byl nicméně i nadále navštěvován zbožnými poutníky a svatý Jeroným svědčí o zázracích, které se zde děly. Dnes se hrobka nachází v mešitě Nabi Yahya ("mešita Jana Křtitele").

## Janova hlava

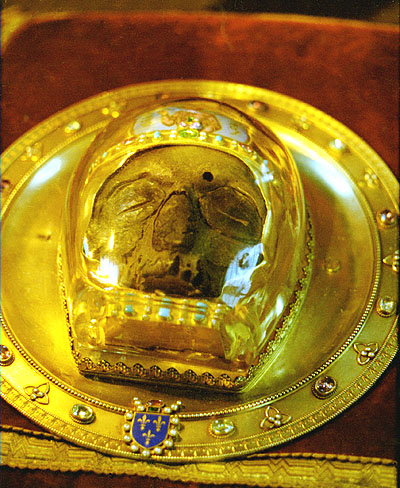
Hlava svatého Jana Křtitele v katedrále Notre-Dame, Amiens, Francie

Během čtvrté křížové výpravy byl křižáky dne 13. dubna 1204 dobyt a vypleněn Konstantinopol. Mezi jinými poklady, relikviemi a dalšími vzácnostmi našel podle západní legendy kanovník Vallon de Sarton z Piquinie v ruinách jednoho z paláců skříňku se stříbrným talířem, na němž se pod skleněným krytem nacházely pozůstatky lidské tváře, které chyběla pouze spodní čelist. Nad levým obočím byl vidět malý otvor, pravděpodobně proražený úderem dýky. Na talíři se nacházel řecký nápis, který potvrzoval, že se jedná o relikvii hlavy svatého Jana Křtitele. Přítomnost díry nad obočím odpovídá události, o níž se zmiňuje svatý Jeroným, podle něhož Herodiada v záchvatu vzteku udeřila do světcovy uťaté hlavy dýkou. Kanovník hlavu odvezl do Pikardie v severní Francii, kde začala být uctívána.
V roce 1220 položil biskup z Amiensu základní kámen nové katedrály, která se po mnoha dostavbách stala nejvelkolepější gotickou stavbou v Evropě a místem nejvýznamnější městské svatyně – hlavy svatého Jana.
Amiens se postupně stal poutním místem nejen pro obyčejné křesťany, ale také pro francouzské krále, prince a princezny. Jako první přišel uctít svatou relikvii v roce 1264 francouzský král Ludvík IX., přezdívaný Svatý. Poté přišli jeho syn Filip III. Smělý, Karel VI. a Karel VII., kteří věnovali mnoho peněz na výzdobu relikvií. Papež Klement VIII. chtěl v roce 1604 obohatit římskou baziliku svatého Jana v Lateráně a tak požádal amienské kanovníky o kousek relikvií z hlavy svatého Jana.
Relikviář s hlavou svatého Jana Křtitele zůstal v katedrále až do listopadu 1793, kdy si jej vyžádali zástupci Konventu. Ti z relikviáře odstranili všechny klenoty a nařídili relikvii Janovy hlavy poslat na hřbitov. Vůle revolučních představených však nebyla naplněna. Po jejich odchodu se starosta města tajně vrátil do pokladnice a pod hrozbou smrti si relikvie odnesl do svého domu. Tak se svatyně zachovala. O několik let později ji bývalý starosta předal k uchování opatovi Lejeunovi. Po skončení revolučního pronásledování byla hlava svatého Jana v roce 1816 vrácena do katedrály v Amiensu a od té doby se tam nachází dodnes.
V průběhu staletí se po celém světě objevilo mnoho nesrovnalostí v různých legendách a tvrzeních o relikviích. Několik různých míst tvrdí, že vlastní useknutou hlavu Jana Křtitele:
- Katedrála Notre-Dame ve městě Amiens, Francie.[9]

- Římskokatolická tradice tvrdí, že hlava vystavená v San Silvestro in Capite v Římě je hlava Jana Křtitele.
- Ve středověku se proslýchalo, že Janovu hlavu vlastní templáři, a četné záznamy inkvizice z počátku 14. století se zmiňují o nějaké formě uctívání hlavy.
- Islámská tradice tvrdí, že hlava svatého Jana Křtitele byla uložena v bývalé bazilice svatého Jana Křtitele v Damašku, dnes Umajjovské mešitě.
- V řeckém pravoslavném chrámu svatého Jana Křtitele v Jeruzalémě je vystaven fragment lebky Jana Křtitele.
- Královská rezidence Mnichov vlastní relikviář, ve kterém se podle dřívějších bavorských vládců nachází ostatky Janovy hlavy.
- Část z lebky svatého Jana je uložena v rumunském skitu Prodromos na svaté hoře Athos.
- Částečku ostatků z Janovy hlavy vzaté z relikvie ve Francii vlastní Pravoslavná církevní obec v Jihlavě.[9]

| „                                   | Boží proroku a Předchůdce blahodati, tvoje hlava je jako plod růže posvátný. Nalezli jsme ji, ač byla skryta v zemi, a získáváme skrze ni stále uzdravení. Neboť stejně jako kdysi i dnes hlásáš světu pokání. | “ |
| — Hymnografie k hlavě Jana Křtitele | |   |

## Zajímavosti svátku
V den svátku Stětí hlavy svatého Jana Křtitele se v Pravoslavné církvi zároveň vzpomíná na všechny padlé vojáky v poli; byly uskutečněny teroristické útoky na "Dvojčata" v New Yorku (11. září 2001) a byl dokončen ke spuštění LHC – Velký hadronový urychlovač.

## Galerie

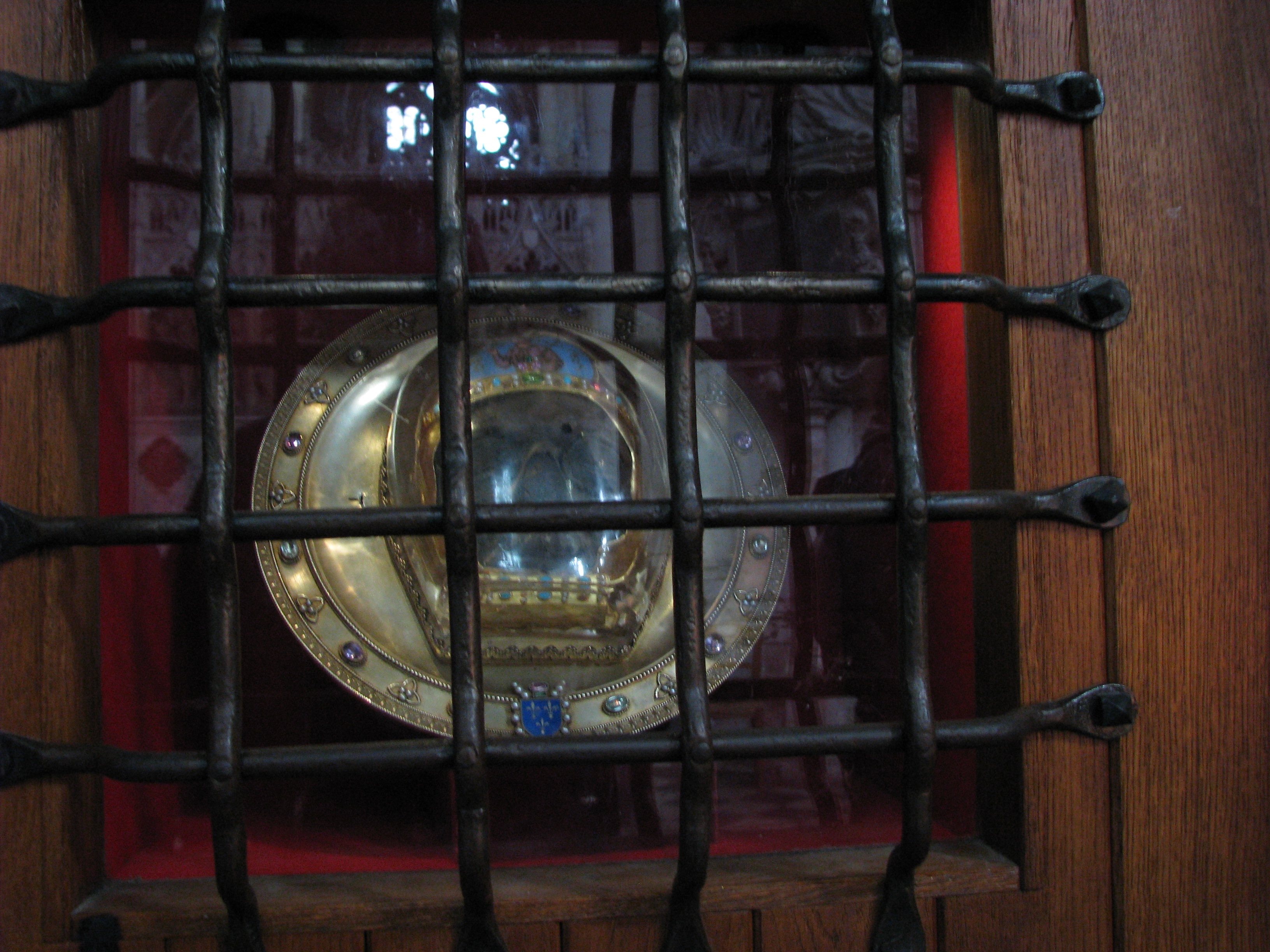
Lebka sv. Jana Křtitele, katedrála Amiens, Francie
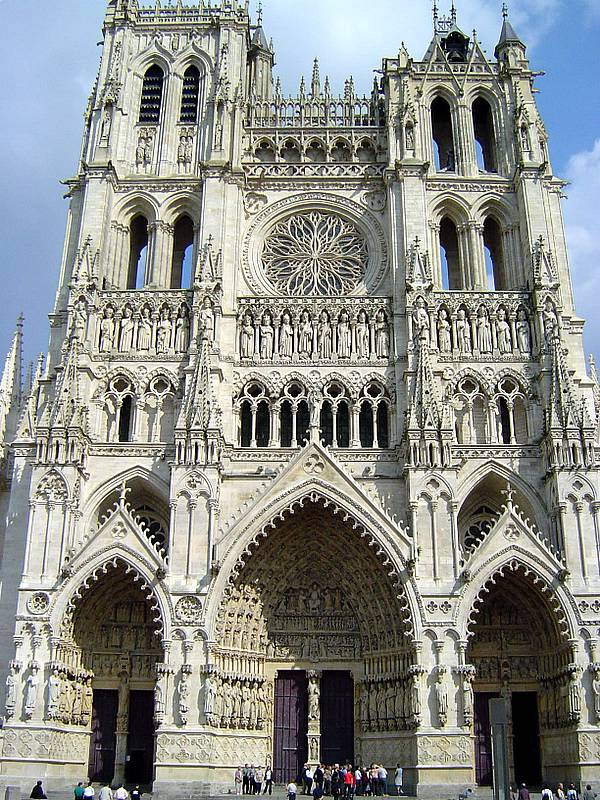
Katedrála Notre-Dame, Amiens, Francie
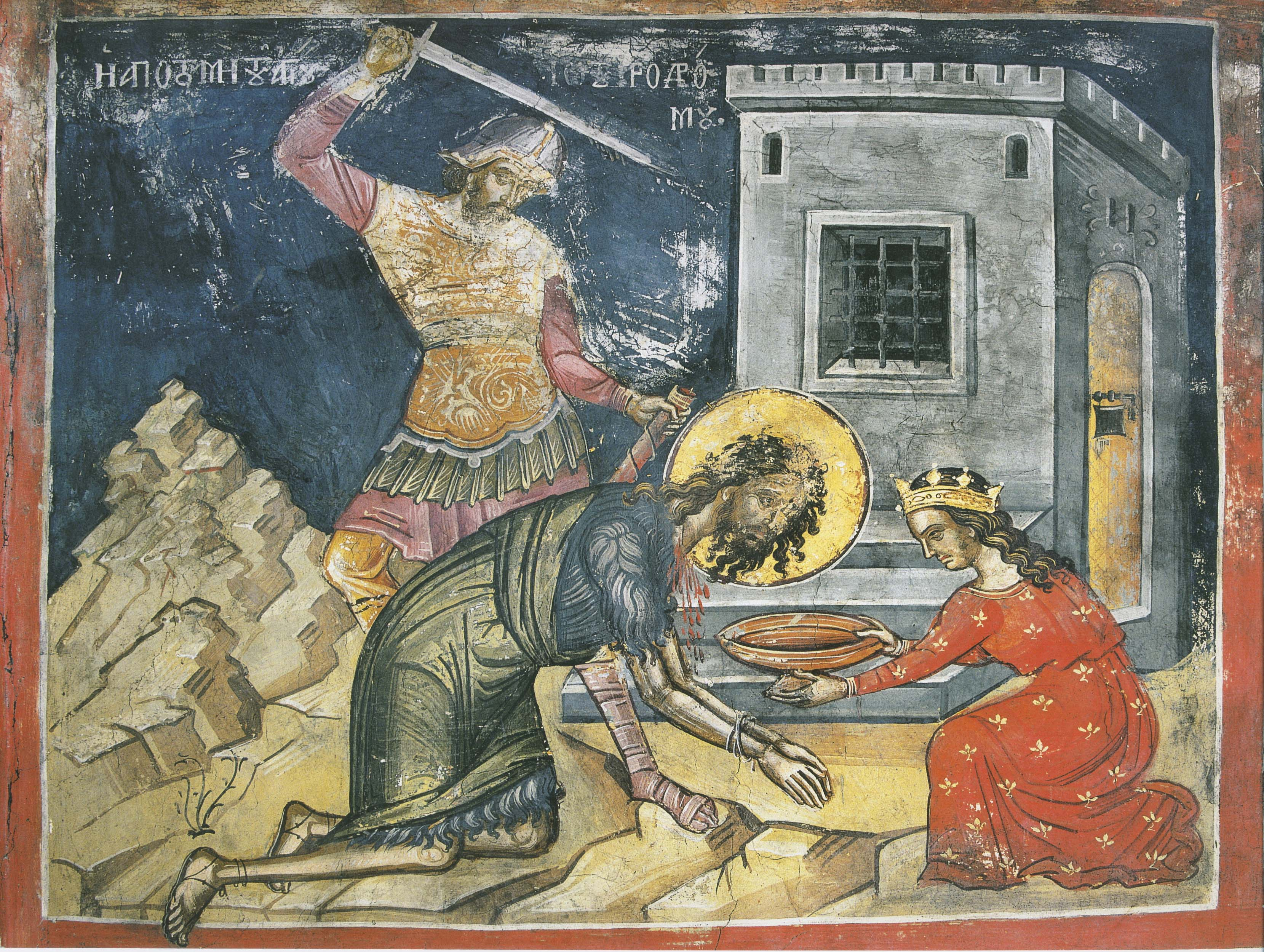
Stětí sv. Jana Křtitele, ikona
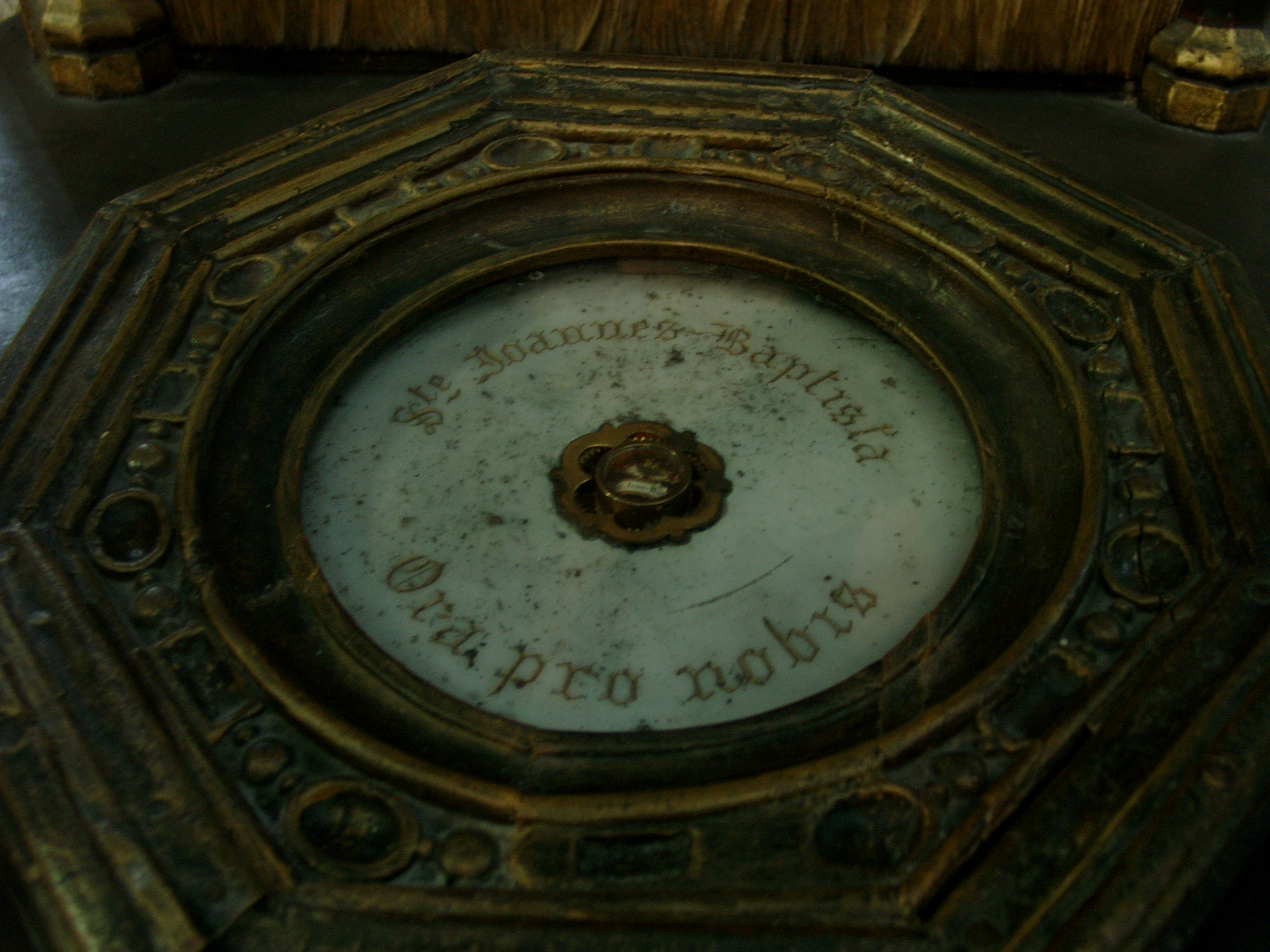
Relikvie svatého Jana Křtitele, katedrála Amiens, Francie
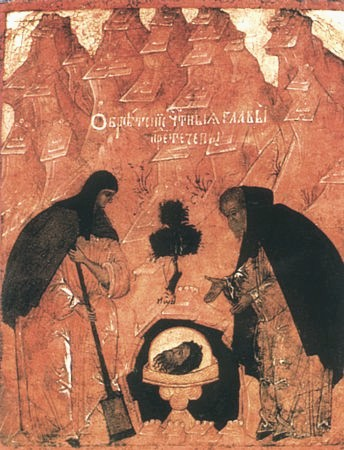
Nalezení hlavy svatého Jana Křtitele, ikona
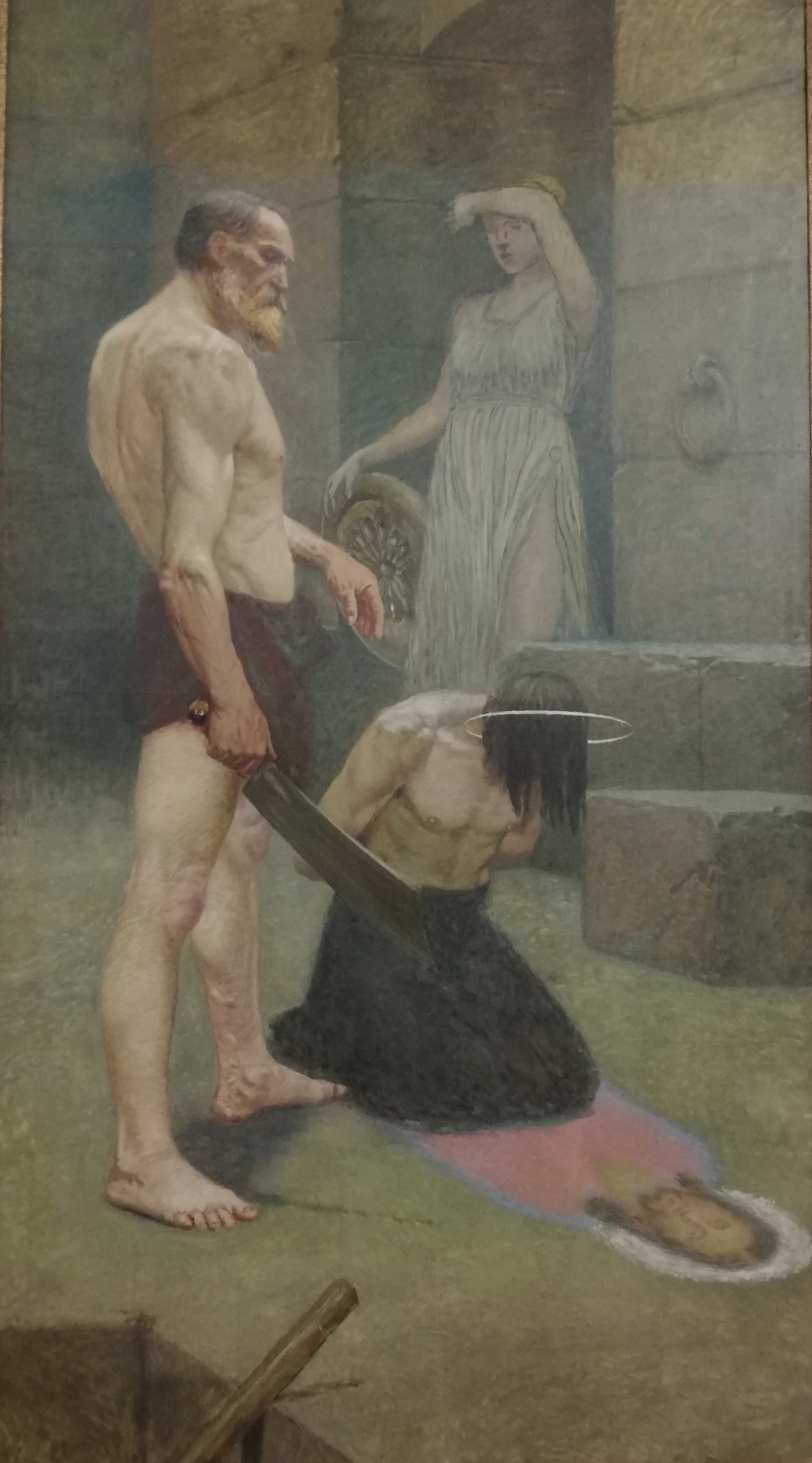
Stětím Jana Křtitele (autor: Josef Jakší)